# Julian Wilkans

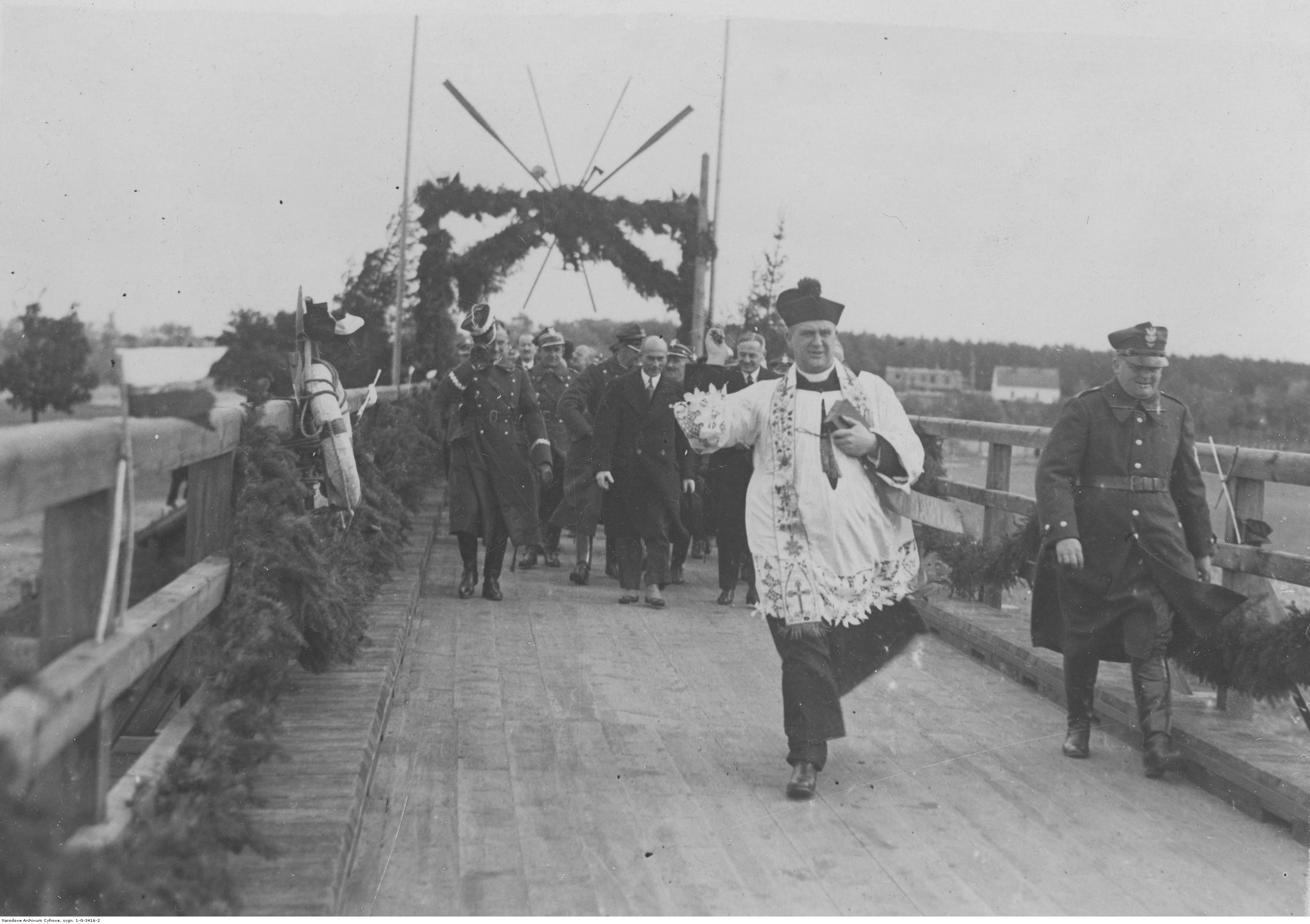
Ks. Julian Wilkans dokonuje poświęcenia mostu w Biedrusku 4 października 1931

Julian Wilkans (ur. 18 grudnia 1886 w Oćwiece, zm. 5 grudnia 1942 w Dachau) – polski duchowny rzymskokatolicki, ksiądz prałat, dziekan Wojska Polskiego, tajny szambelan papieski.

## Życiorys
W 1906 zdał egzamin dojrzałości w Gimnazjum św. Marii Magdaleny w Poznaniu. 30 stycznia 1910 otrzymał sakrament święceń zostając duchownym rzymskokatolickim. Był wikariuszem od 15 lutego 1910 do 30 września 1911 w parafii pw. Świętej Trójcy w Gnieźnie i od 1 października 1911 w Inowrocławiu. Po wybuchu I wojny światowej został powołany do armii Cesarstwa Niemieckiego i służył jako kapelan wojskowy w Inowrocławiu od 2 sierpnia do 10 listopada 1918. Był członkiem zwyczajnym Towarzystwa Muzealnego w Poznaniu. W Inowrocławiu działał w ramach Tajnego Międzypartyjnego Komitetu Obywatelskiego, który u kresu wojny połączył się z Radą Żołnierską tworząc Radę Żołniersko-Robotniczo-Obywatelską.
Po odzyskaniu przez Polskę niepodległości w okresie II Rzeczypospolitej posługiwał w parafii św. Wojciecha w Poznaniu. Był proboszczem parafii św. Marcina w Jarząbkowie.
W Wojsku Polskim służył na stanowisku dziekana, a później szefa duszpasterstwa Okręgu Korpusu Nr VII w Poznaniu od października 1921 do września 1939. 3 maja 1922 został zweryfikowany w stopniu dziekana ze starszeństwem od 1 czerwca 1919 i 8. lokatą w duchowieństwie wojskowym wyznania rzymsko-katolickiego.
Pełnił funkcję skarbnika Towarzystwa dla Badań Historii Powstania Wielkopolskiego.
Podczas II wojny światowej w czasie okupacji niemieckiej opiekował się parafią św. Jakuba Apostoła w Niechanowie po aresztowaniu ks. dziekana Jana Szlachty. 6 października 1941 Julian Wilkans został aresztowany przez Niemców i 30 października 1941 przewieziony do obozu koncentracyjnego Dachau. Tam stracił życie 5 grudnia 1942.

## Ordery i odznaczenia
- Krzyż Oficerski Orderu Odrodzenia Polski – 11 listopada 1937 „za zasługi na polu pracy kulturalno-oświatowej”[12][13]
- Krzyż Walecznych po raz drugi[1][6]
- Krzyż Walecznych po raz pierwszy nr 11903 – 13 kwietnia 1921 „za kilkakrotne spełnienie swych obowiązków duszpasterskich wobec wroga podczas kampanii 1920”[14]
- Złoty Krzyż Zasługi – 18 stycznia 1926 „za zasługi, położone na polu pracy oświatowo-kulturalnej w wojsku”[15][16]
- Medal Pamiątkowy za Wojnę 1918–1921[1]
- Medal Dziesięciolecia Odzyskanej Niepodległości[1]